# 張子良 (元朝)
张子良（1194年—1271年），字汉臣，涿州范阳（今河北涿州市）人，金朝、蒙古帝国将领。
金朝末年募兵守乡里，率千余人入燕、蓟，阻水，修造舟筏，取蒲鱼自给，跟随他的人很多。后率众到东平就粮，受金朝之命屯守宿州，又改屯寿州，击败夏全。担任总管陕西东路兵马，治宿州，进米五百石，声援被围困在汴京的金兵。后来到泗州就粮。1238年归附蒙古窝阔台，为东路都总帅，升京东路行尚书省兼都总帅。1253年为归德府总管。后为泗州军民总管、大名路总管兼府尹。元世祖至元八年（1271年）去世。追封清河郡侯，谥翼敏。長子张懋、次子张亨。张亨，佩金虎符，為管軍千户。子张与立襲任，去世，子张鑑襲任。